# واراژدین
واراژدین (به کرواتی: Varaždin) شهری در شهرستان واراژدین در کشور کرواسی است که جمعیت آن در سال ۲۰۱۱ میلادی ۴۶٬۳۷۲ نفر بوده‌است.